# کروگر ۶۰
کروگر ۶۰ یک ستاره است که در صورت فلکی قیفاووس قرار دارد.